# Szerencsi Nagy István
Szerencsi Nagy István (Szerencs, 1747 – Győr, 1789. január 7.) magyar református lelkész, egyházi író, irodalomtörténész.

## Élete
Életéről igen kevés adat maradt fenn, csak az tudható biztonsággal, hogy 1783-tól szolgált Győrött. Itt is hunyt el 6 évvel később. Halálára Pálóczi Horváth Ádám írt gyászverset (Magyar Kurir 1789. 61. l.).

## Művei
- 1. Egy ausztriai protestáns levele a toleranciáról. Németből ford. és jegyzeteivel bővítette. Bécs, 1781 és Pozsony, 1782
- 2. Mi a pápa? Német nyelvből magyarra fordíttatott… 1782, Pozsony
- 3. Barátságos oktatás, hogy kellessék egy ifjú asszony embernek magát a díszes erkölcsökben méltó képpen formálgatni. Irattatott német nyelven Meyer András által. Mellyből magyarra fordította és néhol holmi aprólékos szükséges jegyzésekkel bővítette. Pozsony és Buda, 1783. Rézmetszetű képpel. (Ism. Kiss Áron. Adalékok…. Pest, 1874)
- 4. Első isteni tisztelet rende (Győr, 1783, versben)
- 5. Bé-Köszöntő prédikátzió, mellyet nemes Nagy-Győr szabad kir. fő városban, a helvetica confessio szeréntre formáltatott evangyéliomi vallást tartó, harmincznégy esztendőknek el-folyása alatt árvaságban kesergett szent gyülekezetben legelőször 1783. eszt. Szent-György havának 23. napján tartatott isteni tisztelet alkalmatosságával el-mondott. Győr, 1783
- 6. Az egy igaz Istennek maga beszédével és a szentséggel ékeskedő temploma, avagy predikáczio, mellyet a n.-győri helvetica confessio szerint evangeliomi vallást tartó reform. sz. ecclessiától 1784. eszt. építtetett új templomnak felszentelésekor elmondott. Győr, 1785
- 7. Agenda, az az egyházi szolgálatbéli okos isteni tisztelet módja. Mellyet a felsőbbek parancsolatjára készitett Kiss Gergely sz.-udvarhelyi első professor… Most pedig némely hozzáadó sokkal megbővítve, az ezzel élni akaró szolga társainak hasznokra a maga tulajdon költségén közönségessé tett. Győr, 1788
- 8. Magyar konkordancia, avagy az uj testamentomra mutató tábla. Irta nemzete javára Kőrösi Mihály debreczeni ispotályi predikátor, most pedig az ó-testamentomi részét az auctornak tulajdon kezeirásából, az új testamentomit a másodízben kijött megjobbítatott nyomtatásból, mint a két testámentomból kiszedegetett ártikulusoknak megbővítésekkel számtalan sok hibáknak megjobbításokkal és igen sok uj artikulusoknak hozzáadásokkal azon egy ABC rendibe szerkesztve és a sz. irásban előforduló megmagyarázott nevek lajstromának hozzátételével a maga költségén kiadta. Győr, 1788. (I. A-J., a II. kötetet K–V. Szentmiklósy Timotheus adta ki 1788-ban).
- 9-10. Két levele b. Ráday Gedeonhoz 1787 (Figyelő I. 182. l.).

A magyar írók életrajzára gyűjtötte az adatokat és Bod Péter Magyar Athenasát akarta bővítve kiadni; majd halála után Szathmári Pap Mihály tanár Kolozsvárt készült e munkát kiadni.